# George Jung
.G1George Jung on, 6 de agosto de 1942 – 5 de maio de 2021) foi um narcotraficante estadunidense. Foi o maior responsável pela importação de cocaína nos Estados Unidos na década de 1970 e no início da década de 1980. Ele era membro do Cartel de Medellín e a história de sua vida foi contada no filme Profissão de Risco (2001) com Johnny Depp.

## Biografia
Jung nasceu em Boston, mas sua família era radicada na cidade de Weymouth.
Ele começou como traficante de maconha na década de 1960, importando centenas de quilos vindos do México, da cidade de Puerto Vallarta até Palm Springs, Califórnia. Seu negócio cresceu a ponto de ele faturar cerca de cem mil dólares por mês. Ele foi preso em Chicago após ser delatado por um companheiro. "Algumas pessoas são astros do cinema, outras são astros do rock... eu era um astro da droga.", disse Jung.
Numa prisão em Danbury, Connecticut, seu companheiro de cela foi Carlos Lehder, um estadunidense de ascendência colombiana que tinha experiência com cocaína. Juntos, uniram seus conhecimentos para planejar a vinda da cocaína em pequenos aviões.
Após saírem da prisão, eles entraram em ação utilizando as Bahamas como ponto de reabastecimento dos aviões, e subornavam pessoas por onde passavam para dificultar o rastreamento. Entretanto, no final da década de 1970, os planos de Lehder começaram a ficar mais grandiosos, e ele planejou construir um império de transporte maciço em uma ilha privada nas Bahamas, e resolveu deixar Jung fora dos negócios.
Jung morreu em 5 de maio de 2021, aos 78 anos de idade.

## Relação com Escobar
Durante essa época, Jung havia se casado e se tornado amigo pessoal de Pablo Escobar. Após ter sido posto para fora do negócio por Lehder, ele pôde iniciar uma linha mais modesta de negociação diretamente com Escobar, operando de forma muito parecida com a anterior. Dessa maneira, ele chegou a faturar mais de 100 milhões de dólares.
Ele foi preso mais tarde em Massachusetts em 1987 com uma grande quantidade de cocaína. Com sua família, ele pagou fiança mas se envolveu rapidamente em outro negócio, onde foi traído por um piloto de sua confiança. Durante esta época, Carlos Lehder passou a cooperar com o governo contra Escobar, Jung e muitos outros. Com a aprovação de Escobar, Jung concordou em testemunhar contra Lehder e foi libertado. Após alguns trabalhos "limpos", ele voltou a trabalhar com maconha. Em 1994, foi preso no México com vários quilos de maconha, e foi sentenciado a 21 anos de prisão. Após passar vinte anos preso George ganhou a liberdade no dia 2 de junho de 2014.